# Hyperlapse
Un hyperlapse (encore appelé Walklapse, Spacelapse, Stop-Motion Time-lapse, Motion Timelapse, Timelapse avec des mouvements) est une technique de time-lapse où la position de la caméra n'est pas fixe. 
Cette technique diffère du Motion Timelapse qui est souvent réalisé sur un rail (un travelling) de courte longueur.

## Histoire
Le terme « hyperlapse » a été créé par le réalisateur américain, Dan Eckert. Le terme Hyperlapse a été marqué par l'artiste Shahab Gabriel Behzumi pour sa vidéo Berlin Hyper-Lapse (2012),,.
L'inspiration est venue du réalisateur Godfrey Reggio et de sa célèbre trilogie Qatsi (en anglais dans l'Internet Movie Database) Koyaanisqatsi ,
(en anglais dans l'Internet Movie Database) Powaqqatsi, 
(en anglais dans l'Internet Movie Database)) aux effets visuels saisissants. La technique utilisée par Godfrey Reggio est celle du Motion Timelapse.

## Impact visuel
L'hyperlapse tout comme le timelapse classique permet de donner une impression d'accélération temporelle de la scène. Toutefois, l'ajout du déplacement de la caméra pour l'hyperlapse provoque en plus un sentiment d'omniscience chez le spectateur, dans le sens où son déplacement ne s'effectue pas à la même vitesse que le déplacement des éléments de la scène (foule, nuages, trafic, etc.), ce qui lui donne le sentiment de voir la scène depuis une autre dimension temporelle et spatiale. 
Cette technique permet par conséquent de mieux impliquer le spectateur dans la vidéo et de donner un certain côté surréaliste à la scène. 

## Matériel nécessaire
La technique de l'hyperlapse nécessite impérativement un appareil permettant l'enchaînement de prises de vue photographique  : un reflex numérique, une caméra ou encore un smartphone.
Plusieurs outils peuvent ensuite venir compléter l'appareil pour la prise de vue :
- Un intervallomètre, permettant le déclenchement des photos à intervalle régulier. La régularité des photos est nécessaire pour certaines scènes, sous peine de voir des sauts d'image sur la vidéo finale. C'est notamment le cas pour les séquences qui comportent des nuages, des changements de luminosité (coucher de soleil) ou des indicateurs de l'écoulement du temps (aiguilles d'une horloge).
- Un trépied, permettant d'assurer une certaine constance du positionnement de l'appareil sur le plan horizontal et par rapport au sol, ceci afin de faciliter le travail de stabilisation en post-traitement. Un monopode peut également être utilisé.

Un post-traitement peut être appliqué sur la série de photos à l'aide d'un logiciel de traitement photo (Adobe Lightroom par exemple), puis un logiciel de traitement vidéo sera utilisé pour assembler les photos et créer le rendu vidéo final. L'idéal est d'utiliser un logiciel disposant d'un outil de stabilisation, tels que LR Timelapse (gratuit) ou Adobe After Effects (payant).

## Environnement de prise de vue
Un hyperlapse se réalise par le déclenchement d'une série de photos avec un changement de position de l'appareil après chaque photo.
L'appareil peut être déplacé par le photographe, mais il peut aussi être fixé sur un véhicule et avoir un déplacement provoqué indirectement par le photographe (voiture, skateboard, drône). Une vidéo réalisée à partir du mouvement d'un appareil photo sur un rail n'est généralement pas considérée comme un hyperlapse.
Afin d'avoir une vidéo finale fluide et d'éviter les "sauts" entre les images, il est nécessaire de garder un ou plusieurs points fixes au cours d'une séquence. Les déplacements de l'appareil de prise de vue les plus courants consistent alors en un déplacement en translation ou en rotation autour d'un point fixe.
L'architecture est un thème très représenté dans les vidéos hyperlapse, notamment avec les séquences réalisées en rotation autour d'un bâtiment.

## Post-traitement
Le workflow (flux de travail) permettant le traitement des prises de vue pour créer un hyperlapse suit globalement celui nécessaire à la création d'un timelapse classique : on traite d'abord les photos (suppression des éventuels ratés, corrections colorimétriques, recadrages, etc.), puis on importe la série de photos traitées dans un logiciel de traitement vidéo. C'est ici que se situe la principale différence avec le timelapse classique puisqu'on effectue une importante étape de stabilisation pour corriger les écarts de cadrage entre les photos d'une même séquence. 
Cette étape est très souvent réalisée à l'aide de fonctions intégrées au logiciel de traitement vidéo (Stabilisation de déformation sur After Effects par exemple) ; elle peut toutefois être réalisée "à la main" lorsque la fonction automatique ne donne pas de résultats satisfaisants.
Il est en outre possible d'utiliser diverses techniques de la vidéo classique sur un hyperlapse afin de lui donner un impact visuel encore différent, notamment en jouant sur les symétries.
Bien que nécessitant de la pratique au préalable, il est également possible d'utiliser la technique du HDR lors d'un hyperlapse.

## Applications logicielles dédiées
Parmi les applications logicielles dédiées à l'hyperlapse, il existe Google Street View Hyperlapse, une application Open Source de la firme canadienne Teehan + Lax qui permet de réaliser des vidéos hyperlapse personnalisées à partir de photos extraites de Google Streetview.
Après avoir défini un début et une fin de séquence, le planificateur de routes Google calcule le trajet et génère l'itinéraire virtuel. StreetView Hyperlapse permet pour la première fois à l'utilisateur d'avoir une vue à 360° en changeant successivement la position du photographe virtuel. La séquence ainsi créée élargit le processus de création d'hyperlapse en offrant une nouvelle dimension à l'observateur qui peut maintenant changer après coup l'angle de vue d'une vidéo ou d'une séquence accéléré. StreetView Hyperlapsing rend également possible pour la première fois la création de vidéos hyperlapse à l'utilisateur sans équipement particulier. Le seul prérequis nécessaire est que l'itinéraire souhaité soit déjà répertorié dans le service Google Street View avec l'option panorama 360°.